# Apanteles
Apanteles es un género numeroso de avispas parasíticas de la familia Braconidae, con más de 600 especies descritas de distribución casi mundial. No hay especies autóctonas en Nueva Zelanda ni en el ártico.

## Further reading
- Fernandez-Triana, J. (2010). «Eight new species and an annotated checklist of Microgastrinae (Hymenoptera, Braconidae) from Canada and Alaska». ZooKeys (63): 1-53. PMC 3088399. PMID 21594019. doi:10.3897/zookeys.63.565.
- Fernandez-Triana, J.; Buffam, J.; Beaudin, M.; Davis, H. et al. (2017). «An annotated and illustrated checklist of Microgastrinae wasps (Hymenoptera, Braconidae) from the Canadian Arctic Archipelago and Greenland». ZooKeys (691): 49-101. PMC 5672697. PMID 29200923. doi:10.3897/zookeys.691.14491.
- Marsh, Paul M.; Shaw, Scott R.; Wharton, Robert A. (1987). «An identification manual for the North American genera of the family Braconidae (Hymenoptera)». Memoirs of the Entomological Society of Washington.